# Estació del Nord (Barcelona)
Estació del Nord egy 1862-ben megnyitott vasútállomás a Spanyolországban található Barcelónában. Az állomást 1972-ben bezárták, azóta buszállomás működik benne.

## Külső hivatkozások
- A buszállomás hivatalos oldala Archiválva 2018. szeptember 21-i dátummal a Wayback Machine-ben
- A sportcentrum hivatalos oldala